# Мазза, Валерия
Вале́рия Раке́ль Ма́зза-Гравье́ (англ. Valeria Raquel Mazza-Gravier; 17 февраля 1972, Росарио, Санта-Фе, Аргентина) — аргентинская супермодель и телеведущая, одна из самых известных латиноамериканских моделей 1990-х годов. Она добилась международного успеха, работая с ведущими модными домами и появляясь на обложках крупнейших глянцевых журналов. Валерия Мазза стала первой латиноамериканской супермоделью, добившейся мирового признания. В 1990-х её сравнивали с Синди Кроуфорд, Клаудией Шиффер и Линдой Евангелистой.

## Биография
Валерия Ракель Масса родилась 17 февраля 1972 года в Росарио (провинция Санта-Фе, Аргентина) в семье Рауля и Моники Мазза. Валерия имеет итальянское происхождения.
Мазза имеет высшее педагогическое образование и она планировала стать учителем детей-инвалидов.

## Карьера
В 1988 году знакомится со стилистом Роберто Джордано, который предложил ей работу фотомодели. Это стало началом её модельной карьеры. 
В России получила известность благодаря рекламе колготок Sanpellegrino, в которой она снялась вместе с Антонио Бандерасом. Реклама транслировалась по российскому ТВ в середине 1990-х годов.
Также Мазза является телеведущей.

## Личная жизнь
С 9 мая 1998 года замужем за бизнесменом Алехандро Гравье. 
У супругов есть четверо детей, три сына и дочь:
- Бальтазар Гравье (род.29.05.1999)
- Тициано Граьве (род.12.03.2002)
- Бенисио Гравье (род.23.02.2005) ─ аргентинский горнолыжник[1]
- Тайна Гравье (род.22.04.2008).